# Hammaguira (cràter)
Hammaguira és un cràter de l'asteroide del tipus Apol·lo, Itokawa, situat amb el sistema de coordenades planetocèntriques a -18 ° de latitud nord i 205 ° de longitud est. Fa un diàmetre de 0.03 km. El nom va ser fet oficial per la UAI el 18 de febrer de 2009 i fa referència a Hammaguir, antiga base de llançament francesa al desert del Sàhara (Algèria).